# Михель (вспомогательный крейсер)
«Михель» (нем. Michel) — немецкий вспомогательный крейсер времён Второй мировой войны. HSK-9, бывшее польское грузовое судно «Бельско» (пол. Bielsko), в германском флоте обозначался как «Судно № 28», во флоте Великобритании — «Рейдер „H“».

## История создания
Судно было построено в 1938/39 годах на верфи «Данцигер Верфт» для польских «Линии Гдыня—Америка» (GAL). В начале Второй мировой войны реквизировано кригсмарине и превращено в госпитальное судно «Бонн» (нем. Bonn). После возвращения из похода «Виддера», у которого возникли серьёзные проблемы с машинами, было решено взамен него переоборудовать во вспомогательный крейсер «Бонн». Летом 1941 это было осуществлено, при этом было использовано вооружение снятое с «Виддера». 7 сентября 1941 года «Михель» вошёл в строй.

## Боевые действия

### Первый поход
Хотя выход в плавание вспомогательного крейсера «Михель» был запланирован на конец ноября 1941 года, он не мог выйти в море до марта 1942 из-за затянувшихся работ по переоборудованию в военное судно. При проводке по проливу Ла-Манш, под сильным охранением во французский порт корабль сел на мель и был возвращён в порт. 14/15 марта крейсер и его эскорт были неоднократно атакованы британцами, но безуспешно. Со второй попытки он 20 марта 1942 года отправился в плавание под командой капитана 2-го ранга Хельмута фон Руктешелля (до этого командовавшего «Виддером»).
Михель действовал в Южной Атлантике, 19 апреля первым потопленным судном стал британский танкер «Пателла». 22 апреля, имевшийся у корабля малый торпедный катер потопил американский танкер «Коннектикут». Атака 1 мая на британское грузовое судно «Менелай» не удалась и, после предупреждения последнего, британский флот выслал на перехват крейсер «Шропшир» и два вспомогательных судна, однако крейсеру «Михель» удалось 20 мая потопить норвежское судно «Каттегат».
Позднее торпедный катер крейсера «Михель» обнаружил судно «Джордж Клаймер» (типа «Либерти») и двумя торпедами поразил его. Находящееся неподалёку британское вспомогательное судно «Алькантара» подобрал команду, но судно затонуло. Когда немцы уходили, они были на расстоянии видимости от противника, но британцы и американцы остались в уверенности, что их атаковала подводная лодка.
Затем были другие успехи, «Михель» действовал в Южной Атлантике и Индийском океане. После успешного похода, длившегося 11 ½ месяцев, корабль прибыл в Японию в марте 1943 года. Сразу по прибытии корабля в порт командир фон Руктешелль оставил свой пост из-за болезни.
За 346 дней плавания крейсер «Михель» встретил и потопил 15 вражеских судов, общий тоннаж которых составил 99 000 брт.

### Второй поход и гибель

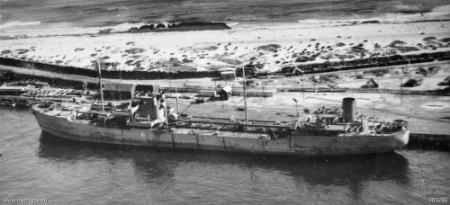
Танкер Ferncastle, потопленный в ходе второго похода

Весной 1943 года «Михель» прошёл капитальный ремонт на верфях «Мицубиси». После ремонта корабль вышел 21 мая 1943 года из Йокогамы под командованием капитана 1-го ранга Гюнтера Гумприха, бывшего командира вспомогательного крейсера «Тор» в его втором походе. «Михель» совершил рейд возле западного побережья Австралии, пересёк Тихий океан до побережья Южной Америки. За пять месяцев он обнаружил и потопил ещё три судна, перед возвращением в Японию.
При возвращении в Японию, находясь всего в 50 милях от порта, он был обнаружен и потоплен американской подводной лодкой «Тарпон». «Михель» затонул, спаслось 116 человек, которые через три дня добрались на шлюпках до Японии.

### Результаты
Потопленные и захваченные суда, первый поход:
| Дата             | Название судна     | Принадлежность | Тоннаж, брт | Примечание |
| ---------------- | ------------------ | -------------- | ----------- | ---------- |
| 19 апреля 1942   | Patella            | Великобритания | 7 468       |            |
| 22 апреля 1942   | Connecticut        | США            | 8 684       |            |
| 20 мая 1942      | Kattegat           | Норвегия       | 4 245       |            |
| 7 июня 1942      | George Clymer      | США            | 7 176       |            |
| 11 июня 1942     | Lylepark           | Великобритания | 5 186       |            |
| 15 июля 1942     | Gloucester Castle  | Великобритания | 8 006       |            |
| 16 июля 1942     | William F Humphrey | США            | 7 893       |            |
| 17 июля 1942     | Aramis             | Норвегия       | 7 984       |            |
| 14 августа 1942  | Arabistan          | Великобритания | 5 874       |            |
| 10 сентября 1942 | Empire Dawn        | Великобритания | 7 241       |            |
| 11 сентября 1942 | American Leader    | США            | 6 778       |            |
| 2 ноября 1942    | Reynolds           | Великобритания | 5 113       |            |
| 29 ноября 1942   | Sawokla            | США            | 5 882       |            |
| 8 декабря 1942   | Eugenie Livanos    | Греция         | 4 816       |            |
| 27 декабря 1942  | Empire March       | Великобритания | 7 040       |            |

Второй поход:
| Дата             | Название судна   | Принадлежность | Тоннаж, брт | Примечание |
| ---------------- | ---------------- | -------------- | ----------- | ---------- |
| 15 июня 1943     | Hoegh Silverdawn | Норвегия       | 7 715       |            |
| 17 июня 1943     | Ferncastle       | Норвегия       | 9 940       |            |
| 11 сентября 1943 | India            | Норвегия       | 9 977       |            |

Таким образом, тоннаж потопленных и захваченных кораблём «Михель» судов составляет 127 000 брт.